# Kirchheimbolanden
Kirchheimbolanden, là thủ phủ của huyện Donnersberg, thuộc bang Rheinland-Pfalz, tây nam Đức. Đô thị này có cự ly khoảng 25 km về phía tây Worms, và 30 km về phía đông bắc của Kaiserslautern. Diện tích là 26,36 km2, dân số cuối năm 2006 là 7992 người.